# 塘洲镇
塘洲镇，俗称永昌市、马路上，是江西省泰和县下辖的一个镇，位于泰和县中部，隔赣江与县城相望。全镇面积124平方公里，人口3.4万余人。境内有白口城（全国重点文物保护单位）、古樟树园（麻洲）、龙口古祠、天柱留云等名胜景观。

## 交通地理
塘洲镇位于泰和县中部、赣江南岸，有泰和公路大桥与北岸的县城连接。主要交通有319国道、泰和-公和公路，距泰和火车站10公里、井冈山机场16公里。全境主要为河谷平原和低丘地形。地势西高东低，最高点为天柱岗。珠林江自南而入，向东北在麻洲注入赣江。

## 历史沿革
塘洲镇辖在明清时期属千秋乡。1934年修建泰和至兴国的公路后，今永昌村所在地因处赣江与公路交界处，遂发展成为一个圩市，俗称为马路上。抗日战争期间，江西省政府迁驻泰和，永昌圩因北靠县城，居水陆要道，迅速繁华起来，被称为永昌市。1941年设永昌乡。
1956年设塘洲和黄塘两个乡，1958年改为塘洲公社，1984年恢复为塘洲乡，1985年11月3日撤乡设镇。

## 行政区划
塘洲镇现辖1个居委会和18个村委会：塘洲镇居委会（原称永昌居委会）、朱家村、曾家村、龙口村、黄塘村、土洲村、粟芫村、小溪村、上棚村、上洲村、河江村、新坪村、塘洲村、永昌村、洲头村、南塘村、樟溪村、坦湖村、东湖村，共210个村民小组，镇政府驻永昌村。